# Салюс

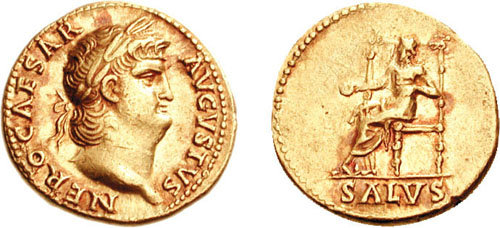
Золотая монета Нерона с богиней Салюс

Салута, или Салюс (лат. Salus — здоровье) — древнеримская богиня, олицетворение благополучия, здоровья и успеха. Её изображение встречается на монетах императорского Рима. Была тождественна сабинской богине Стрении в честь которой преподносились новогодние подарки.

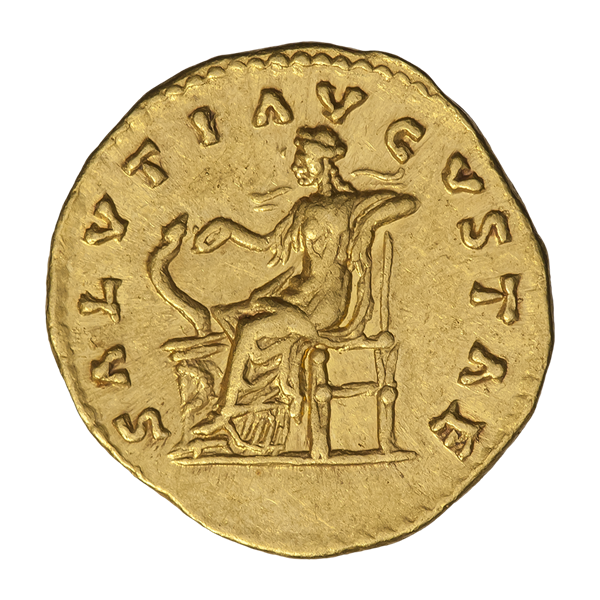
Реверс монеты с изображением Салуты на троне и змеи

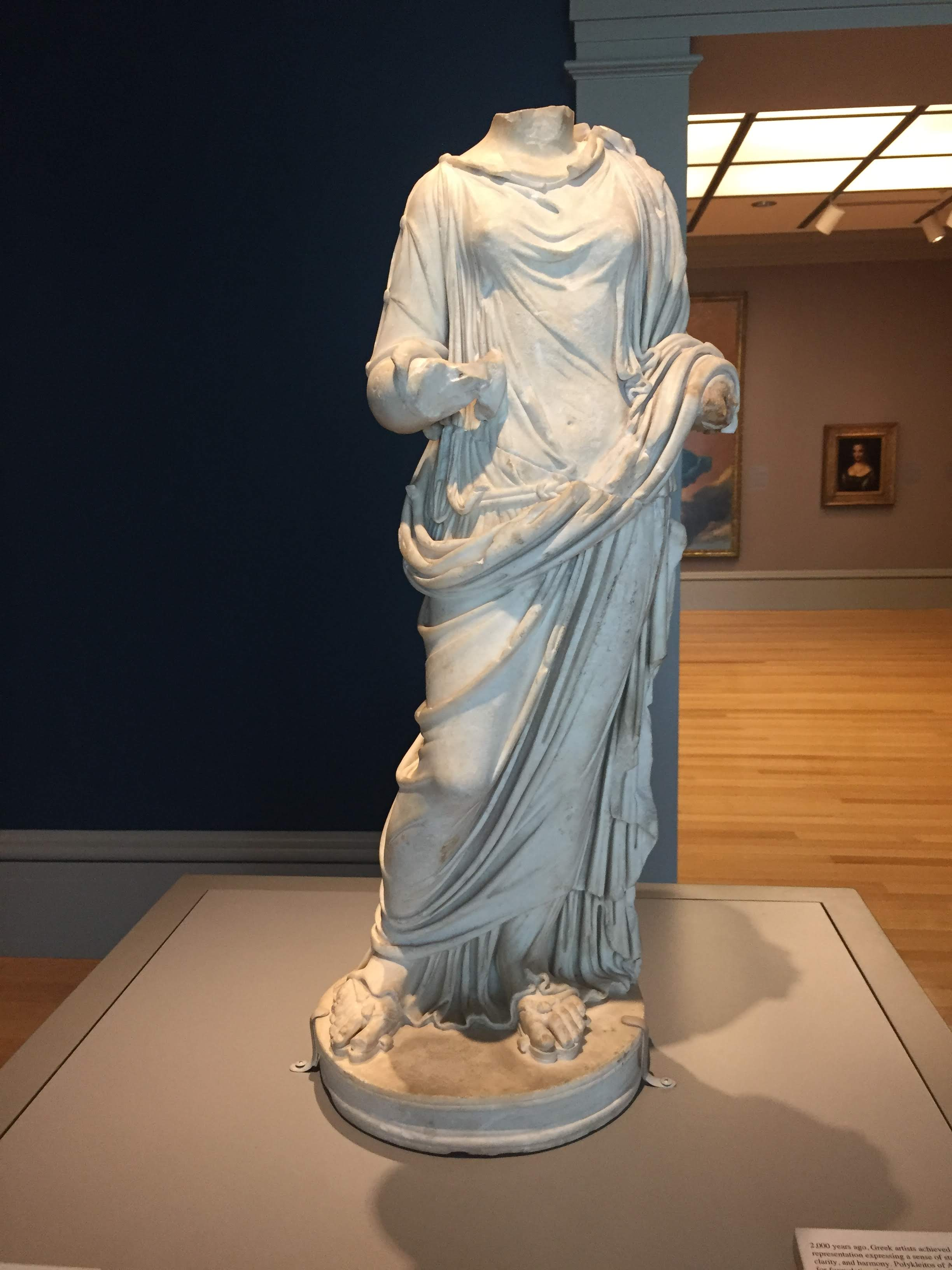
Останки статуи Салуты, около 69-192 гг. н. э. Мрамор. Экспонат Художественный музей Колумбии (Южная Каролина) Колумбии, Южная Каролина

Как богиня здоровья, она отождествлялась с греческой Гигиеей (Hygieia, Hygea, Hygeia), дочерью Асклепия, и изображалась в виде здоровой девушки, поящей из чаши змею. Изначально символизировалась с личным здоровьем, впоследствии стала символом общественного благосостояния и благополучия.
До проникновения в Древний Рим из Древней Греции культа богини Гигиеи, аналогичная богиня носила имя Валитуда.
Как богиня, олицетворявшая здоровье римского народа (Salus publica populi Romani), она имела храм на Квиринале.
Во времена Империи богиня Салюс почиталась как охранительница императорской фамилии или императора. Ей часто возносились молитвы жрецами и магистратами, особенно в начале года, во времена эпидемии, в дни рождения императоров. При Нероне были учреждены повторявшиеся через четыре года на пятый игры, посвященные благополучию и здоровью (Saluti) императора. В императорскую эпоху был обычай клясться per Salutem императоров, причём такая клятва соблюдалась даже христианами, которых не связывала клятва гением или фортуной императора.